# Wādī Jarrāḩ
Wādī Jarrāḩ (arabiska: وادي جراح) är ett vattendrag i Syrien.   Det ligger i provinsen al-Hasakah, i den nordöstra delen av landet, 600 kilometer nordost om huvudstaden Damaskus.
Omgivningarna runt Wādī Jarrāḩ är i huvudsak ett öppet busklandskap. Runt Wādī Jarrāḩ är det ganska tätbefolkat, med 179 invånare per kvadratkilometer.